# Catasetum dupliciscutula
Catasetum dupliciscutula là một loài thực vật có hoa trong họ Lan. Loài này được Senghas mô tả khoa học đầu tiên năm 1991.